# Joint Allied Forces Headquarters
Allied Forces Headquarters (forkortet AFHQ) var hovedkvarteret, der kontrollerede alle de allierede styrker i Middelhavsområdet under 2. verdenskrig fra slutningen af 1942 til slutningen af krigen.
Det blev oprettet i Storbritannien i august 1942 under general Dwight D. Eisenhower for at kommandere styrkerne til Operation Torch. Eisenhower fik titlen "Øverstbefalende, allierede ekspeditionsstyrker". Kort efter oprettelsen blev "ekspeditions-" fjernet fra titlen pga. operationel sikkerhed. Eisenhower blev derfor "Øverstbefalende, allierede styrker".
Ved slutningen af 1942 var der brug for at samle de allierede styrker, eftersom dem, der gik i land i vest under Operation Torch, og dem i øst, der havde vundet det Andet slag om el-Alamein, nu var tæt nok på hinanden til at få koordination. Derfor fik Allied Force Headquarters i februar 1943 kontrol over den britiske 8th Armys fremrykning fra øst.
Eisenhower forblev lederen af AFHQ indtil januar 1944, og nåede ikke at være med til invasionen af Sicilien, som begyndte den 10. juli 1943 og invasionen af Italien den 3. september 1943. Han tog tilbage til Storbritannien for at lede styrkerne til Operation Overlord. Han blev efterfulgt af Feltmarskal Sir Henry Maitland Wilson. Wilsons titel blev Supreme Commander, Mediterranean Theatre of Operations (Øverstbefalende, Middelhavsfronten).
Wilson var lederen i kun lidt under et år, indtil han blev sendt til Washington D.C. i december 1944 for at efterfølge Feltmarskal Sir John Dill fra British Joint Staff Mission, der pludselig var død. Wilson blev efterfulgt af Feltmarskal Sir Harold Alexander, som blev øverstbefalende og leder af AFHQ indtil krigen sluttede.
Efter krigen behøvede man ikke AFHQ mere, og den blev opløst den 1. august 1945.